# 京都市立四条中学校
京都市立四条中学校（きょうとしりつ しじょうちゅうがっこう）は、京都府京都市右京区にある公立中学校。なお、前身の京都市立四条商業学校（きょうとしりつ しじょうしょうぎょうかっこう）についても解説する。

## 沿革

### 京都府立簡易商業学校
- 1900年（明治33年） - 京都府商業学校内に簡易商業学校が開校[1]。

### 京都市立簡易商業学校
- 1901年（明治34年） - 京都市に移管[1]。

### 京都市立商業実修学校
- 1907年（明治40年） - 商業実修学校に改称[1]。
- 1908年（明治41年） - 中京区富小路通二条上る鍛冶屋町[注釈 1]に移転[1]。

### 京都市立四条商業学校
- 1936年（昭和11年） - 右京区西院馬場町に新築移転し四条商業学校に改称[1]。

### 京都市立四条航空工業学校
- 1944年（昭和19年） - 教育ニ関スル戦時非常措置方策により航空工業学校に転換[2]。
- 1945年（昭和20年） - 尼崎市の住友金属工業プロペラ製造工場の疎開先となる[2]。
- 1948年（昭和23年） - 学制改革により在校生の卒業をもって廃校となる[1][3]。

### 京都市立四条中学校
- 1947年（昭和22年） - 四条商業学校に併設する形で開校。
- 1948年（昭和23年） - 京都市立太秦中学校[注釈 2]を統合。
- 1975年（昭和50年） - 梅津分校を設置。
- 1976年（昭和51年） - 梅津分校が京都市立梅津中学校として独立。
- 1980年（昭和55年） - 西京極分校を設置。
- 1981年（昭和56年） - 西京極分校が京都市立西京極中学校として独立。

## 主な卒業生
- 冨士野鞍馬 - 川柳家、実業家（京都市立商業実修学校卒業）